# Dolichoderus fernandezi
Dolichoderus fernandezi é uma espécie de formiga do gênero Dolichoderus.